# La Aldea (Laviana)

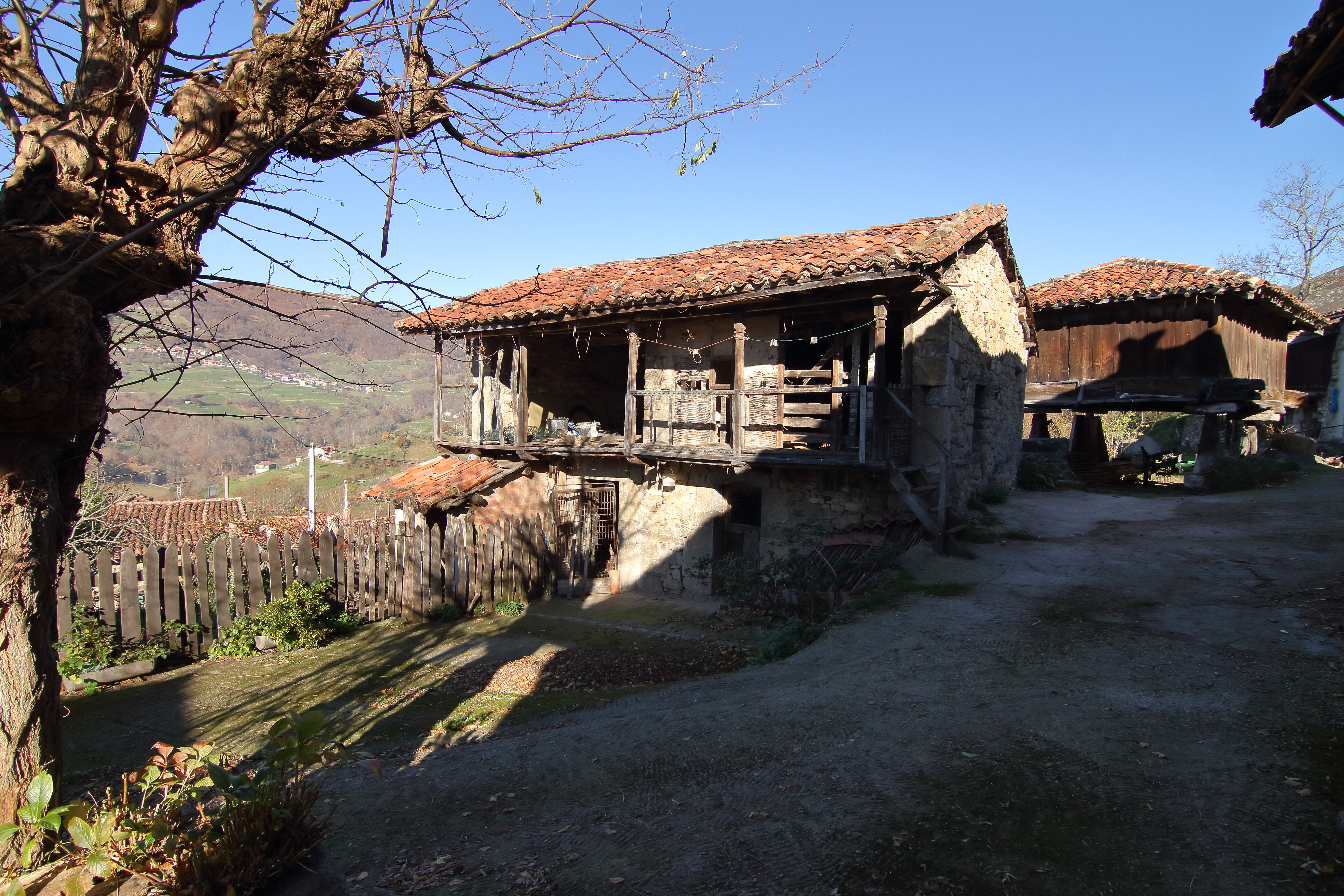
Aldea (Laviana), casa y hórreo

Aldea (L'Aldea en asturiano y oficialmente) es un pueblo de la parroquia asturiana de Condado, en el concejo de Laviana (España).
Se encuentra a unos 440 metros sobre el nivel del mar, en la margen derecha del río Nalón, a 7 km de Pola de Laviana, la capital del concejo.
Entre su arquitectura destaca la Casona de los Menéndez declarada bien de interés cultural en el año 1995, Se trata de una casona rural de estilo barroco con una capilla adosada con el escudo de armas en la fachada. La planta es rectangular; la fachada principal orientada al oeste se estructura en dos pisos y la posterior, al este, en un solo piso.
En el pueblo también se pueden encontrar cuatro hórreos, uno de ellos podría tener más de 500 años de antigüedad, dos paneras y un molino, conocido como Molín de Curuxeo.
Según el INE en 2008 tan sólo habitaban 2 personas de forma permanente en el pueblo.